# Hugh Scott Scott-Barrett
Hugh Scott Scott-Barrett CBE TD, britanski general, vojaški pravnik in duhovnik, * 1887, † 1958.
Med letoma 1940 in 1941 je bil pomočnik vrhovnega vojaškega pravnika pri Vojni pisarni. Nato je postal namestnik vrhovnega vojaškega pravnika za Bližnjevzhodno poveljstvo, kjer je ostal do leta 1943. Tega leta pa je postal namestnik vrhovnega vojaškega pravnika pri 21. armadni skupini; pri slednji je ostal vse do leta 1946.
Po vojni je ostal v Nemčiji kot vrhovni vojaški pravnik Britanske armade na Renu (BAOR). Po upokojitvi leta 1949 pa je prejel duhovniško posvečenje.
Njegov sin je bil generalporočnik David Scott-Barrett.